# John Lyons (Cricketspieler)
John James Lyons (auch bekannt als J. J. Lyons; * 21. Mai 1863 in Gawler, Australien; † 21. Juli 1927 in Adelaide, Australien) war ein australischer Cricketspieler, der zwischen 1887 und 1897 für die australische Nationalmannschaft spielte.

## Aktive Karriere
Lyons gab sein First-Class-Debüt für South Australia in der Saison 1884/85. Seinen ersten Einsatz für die Nationalmannschaft folgte bei der Ashes Tour 1886/87, als das englische Team nach Australien kam. Hierbei wurde er im zweiten Test eingesetzt, konnte jedoch nicht herausragen. Dennoch wurde er auf die Tour ein Jahr später nach England mitgenommen und fand dort in einem weiteren Test einen Einsatz. Als er zwei Jahre später bei der Ashes Tour 1890 wieder im Team stand, konnte er beim ersten Test in Lord’s nicht nur sein erstes Fifty über 55 Runs, sondern auch ein Five-for als Bowler mit 5 Wickets für 30 Runs erreichen. In der Saison 1891/92 traf er mit Australien erneut auf England. Dabei gelang ihm im zweiten Test ein Fifty (51 Runs) und im dritten ein Century über 134 Runs. Bei der Tour in England 1893 ragte er nicht in den Tests heraus, konnte jedoch in alles Tour Matches zusammengenommen 1605 Runs erreichen, was seine beste Leistung in England war. Herausragend waren dabei 149 Runs gegen den Marylebone Cricket Club, wobei er dabei ein Century innerhalb einer Stunde erzielte. In der Saison 1894/95 gelang ihm als die englische Mannschaft abermals nach Australien reiste ein weiteres Fifty (55 Runs) im fünften Test. Seinen letzten Einsatz in einem Test-Match folgte dann im Dezember 1897 gegen England in Sydney.

## Nach der Karriere
Bei einem Spiel zwischen South Australia und New South Wales in der Saison 1925/26 erhielt er einen Anteil der Einnahmen die insgesamt 1252 Pfund betrugen.

## Spieltechnik
Lyons zeichnete sich als guter Batter aus, auch wenn er dabei vor allem auf harte Pitches angewiesen war. Waren diese zu weich, verlor er zumeist schnell gegenüber Spin-Bowlern sein Wicket. Er bowlte nur vereinzelt, jedoch wurde sein Bowling allgemein als brauchbar beschrieben.